# Геохімія техногенезу
Геохімія техногенезу (рос.геохимия техногенеза, англ. geochemistry of technogenesis) – розділ геохімії, що вивчає наслідки впливу людської діяльності на геологічне середовище.
Геохімія техногенезу пов’язана з екологією, гідрохімією, геоморфологією, біохімією та ін. науками.
Стрімке зростання промислового та сільськогосподарського виробництва потребує видобутку і переробки все більшої кількості природних ресурсів. Це, у свою чергу, призводить до збільшення викидів шкідливих продуктів життєдіяльності у природне середовище, наслідком чого є перерозподіл хімічних елементів на Землі.
Насамперед, це позначається на поверхневих та ґрунтових водах, а також на найближчих до поверхні пластах осадових порід. Внаслідок забруднення довкілля геохімічна роль людства може бути порівняна з природною. Тому геохімія техногенезу, яка досліджує стан геологічного середовища, набуває все більшої значущості.